# Александрія Таун
Александрія Ребекка Таун (англ. Alexandria Rebekkah Town; нар. 6 липня 1995, Скарборо, Онтаріо) — канадська борчиня вільного стилю, чемпіонка, дворазова срібна та дворазова бронзова призерка Панамериканських чемпіонатів, чемпіонка світу серед молоді, срібна призерка чемпіонатів світу серед студентів.

## Життєпис
Александрія Таун, уродженка Скарборо, Онтаріо, закінчила Йоркський університет, де вивчала кінезіологію та медичну науку. Там же вона виступала за Йоркський борцівський клуб, ставши найтитулованішою борчинею в історії клубу. У 2018 була призначена помічником тренера команди York Lions Wrestling.

## Спортивні результати на міжнародних змаганнях

### Виступи на Чемпіонатах світу
| Змагання                        | Збірна | Вагова категорія          | Місце |
| ------------------------------- | ------ | ------------------------- | ----- |
| Чемпіонат світу з боротьби 2018 | Канада | жіноча боротьба, до 57 кг | 12    |
| Чемпіонат світу з боротьби 2021 | Канада | жіноча боротьба, до 57 кг | 13    |

### Виступи на Панамериканських чемпіонатах
| Змагання                                   | Збірна | Вагова категорія          | Місце  |
| ------------------------------------------ | ------ | ------------------------- | ------ |
| Панамериканський чемпіонат з боротьби 2018 | Канада | жіноча боротьба, до 57 кг | Бронза |
| Панамериканський чемпіонат з боротьби 2020 | Канада | жіноча боротьба, до 59 кг | Золото |
| Панамериканський чемпіонат з боротьби 2021 | Канада | жіноча боротьба, до 57 кг | Срібло |
| Панамериканський чемпіонат з боротьби 2022 | Канада | жіноча боротьба, до 57 кг | Бронза |
| Панамериканський чемпіонат з боротьби 2023 | Канада | жіноча боротьба, до 59 кг | Срібло |

### Виступи на Чемпіонатах світу серед студентів
| Змагання                                        | Збірна | Вагова категорія          | Місце  |
| ----------------------------------------------- | ------ | ------------------------- | ------ |
| Чемпіонат світу з боротьби серед студентів 2018 | Канада | жіноча боротьба, до 57 кг | Срібло |

### Виступи на інших змаганнях
| Змагання                                    | Збірна | Вагова категорія          | Місце  |
| ------------------------------------------- | ------ | ------------------------- | ------ |
| Кубок Канади з боротьби 2016                | Канада | жіноча боротьба, до 58 кг | Бронза |
| Кубок Канади з боротьби 2018                | Канада | жіноча боротьба, до 57 кг | Бронза |
| Гран-прі Іспанії з боротьби 2018            | Канада | жіноча боротьба, до 57 кг | 5      |
| Турнір міста Сассарі з боротьби 2019        | Канада | жіноча боротьба, до 57 кг | Бронза |
| Кубок Канади з боротьби 2019                | Канада | жіноча боротьба, до 59 кг | Срібло |
| Турнір Яшара Догу 2019                      | Канада | жіноча боротьба, до 57 кг | 7      |
| Відкритий чемпіонат Польщі з боротьби 2019  | Канада | жіноча боротьба, до 57 кг | Бронза |
| Турнір Олександра Медведя 2019              | Канада | жіноча боротьба, до 57 кг | 4      |
| Міжнародний меморіал Білла Фаррелла 2019    | Канада | жіноча боротьба, до 57 кг | Золото |
| Турнір міста Сассарі з боротьби 2021        | Канада | жіноча боротьба, до 57 кг | Золото |
| Кубок Канади з боротьби 2022                | Канада | жіноча боротьба, до 57 кг | Срібло |
| Відкритий чемпіонат Загреба з боротьби 2023 | Канада | жіноча боротьба, до 57 кг | 19     |
| Турнір Ібрагіма Мустафи 2023                | Канада | жіноча боротьба, до 57 кг | Золото |
| Меморіал Імре Поляка та Яноша Варги 2023    | Канада | жіноча боротьба, до 57 кг | 18     |
| Відкритий чемпіонат Польщі з боротьби 2023  | Канада | жіноча боротьба, до 57 кг | 7      |

### Виступи на змаганнях молодших вікових груп
| Змагання                                     | Збірна | Вагова категорія          | Місце  |
| -------------------------------------------- | ------ | ------------------------- | ------ |
| Чемпіонат світу з боротьби серед молоді 2018 | Канада | жіноча боротьба, до 57 кг | Золото |